# Atletika na Letních olympijských hrách 1988 – 200 metrů muži
 Běh na 200 metrů mužů na Letních olympijských hrách 1988 se uskutečnil ve dnech 26. a 28. září na stadionu Olympijském stadionu v Soulu. 

## Výsledky finálového běhu
| *                | jméno             | země                   | čas   |
| ---------------- | ----------------- | ---------------------- | ----- |
| Zlatá medaile    | Joe DeLoach       | Spojené státy americké | 19,75 |
| Stříbrná medaile | Carl Lewis        | Spojené státy americké | 19,79 |
| Bronzová medaile | Robson da Silva   | Brazílie               | 20,04 |
| 4                | Linford Christie  | Velká Británie         | 20,09 |
| 5                | Atlee Mahorn      | Kanada                 | 20,39 |
| 6                | Gilles Quénéhervé | Francie                | 20,40 |
| 7                | Michael Rosswess  | Velká Británie         | 20,51 |
| 8                | Bruno Marie-Rose  | Francie                | 20,58 |